# Francisco da Costa Fernandes
Francisco da Costa Fernandes (Brejo, 17 de março de 1879 — ?, ?) foi um político brasileiro. Exerceu o mandato de deputado federal constituinte pelo Maranhão em 1934.
Francisco descende de famílias tradicionais brasileiras, e era filho de  Raimundo da Costa Fernandes e de Amália Fernandes Bacelar. Começou a estudar no Maranhão, em sua cidade natal, e posteriormente se transferiu para a capital do estado. Na capital, passou pelo Colégio São Luís e Liceu Maranhense, até ingressar na faculdade de medicina de Salvador, onde se formou em 1903. Depois de formado, foi à Faculdade de Medicina de Paris para se especializar em obstetrícia e urologia.
Trabalhou durante 16 anos no Hospital Português de Manaus enquanto também dava aulas de química na Faculdade de Farmácia e Odontologia do estado. Com o passar do tempo e o reconhecimento, virou membro da Sociedade de Medicina de Manaus. De volta ao Maranhão, dedicou-se à clínica e
continuou no magistério como professor de física da Faculdade de Farmácia e Odontologia
de São Luís. Depois, voltou ao Maranhão, continuou se dedicando à clínica e também lecionando. Desta vez, deu aulas de física na Faculdade de Farmácia e Odontologia de São Luís. Foi Deputado estadual em duas legislaturas, e se tornou vice-presidente da Câmara do estado. Em 1927 foi eleito Deputado Federal pelo estado do Maranhão. Cumpriu o mandato até 1929 e, em março de 1930, foi reeleito, permanecendo até outubro no cargo - até que o movimento revolucionário depôs o presidente Washington Luís e os corpos legislativos do país foram dissolvidos. Durante o movimento, o Deputado foi detido por forças revolucionárias e ficou preso por 24 horas no quartel do 3º Regimento de Cavalaria.
Elegeu-se como Deputado pelo Maranhão à Assembleia Nacional Constituinte, em 1933. Em novembro, assumiu o mandato e começou a agir em prol das posições da Igreja Católica. Com a eleição de Getúlio Vargas para presidente da República e a promulgação da nova Constituição (1934), continuou exercendo seu mandato que terminou em outubro de 1934 e, posteriormente, se manteve como Deputado Federal pelo Maranhão, na legenda da União Republicana, exercendo novo mandato desde maio de 1935. Contribuiu, então, para a criação de um acordo entre o Partido Republicano do Maranhão e a União Republicana Maranhense para a criação da Constituição das Oposições Coligadas, que tinham como objetivo obter maioria na Constituinte estadual de 1935 para ter o poder de eleger o novo governador do estado e os dois senadores. Como condição para o acordo, a União Republicana exigia a transformação da prefeitura da capital em cargo eletivo, para o qual Francisco seria favorecido. Portanto, Aquiles Lisboa - candidato apoiado pelas coligações - não cumpriu o trato e nomeou outro prefeito para a cidade de São Luís. Por causa disso, a coligação foi rompida e resultou em uma intervenção federal no Maranhão em junho de 1936. O Major Roberto Carneiro de Mendonça assumiu o governo do estado, e Francisco Costa Fernandes continuou na câmara até a era do Estado Novo, que, a partir de 1937, extinguiu os órgãos legislativos do país.